# Nechit (okręg Neamț)
Nechit – wieś w Rumunii, w okręgu Neamț, w gminie Borlești. W 2011 roku liczyła 247 mieszkańców.